# ペドロ3世 (ポルトガル王)
ペドロ3世（ポルトガル語: Pedro III, 1717年7月5日 - 1786年5月25日）は、ポルトガル女王マリア1世（敬虔王）の王配で、共同統治王（在位：1777年 - 1786年）。先王ジョゼ1世の弟。

## 生涯
ジョアン5世（寛大王）とその王妃であった神聖ローマ皇帝レオポルト1世の皇女マリア・アナの四男として生まれる。1760年、王太女であった姪のマリアと結婚した。1777年にマリアが即位すると、その王配として共同統治王になった。マリア1世との間にジョゼ（王太子であったが即位前に薨去）、ジョアン（夭逝）、マリア・クレメンティナ（夭逝）、マリア・イサベル、ジョアン（後のジョアン6世）、マリア・アナ・ヴィトリア（スペイン王子ガブリエル妃）をもうけた。
ペドロ3世は政治に興味を持たず、もっぱら狩りや宗教的儀式に時間を費やした。

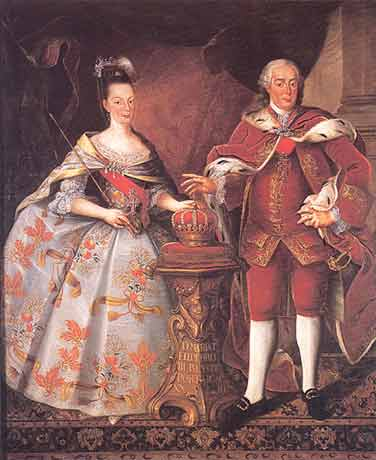
マリア1世とペドロ3世